# Décarboxylation du pyruvate
La décarboxylation du pyruvate, ou décarboxylation oxydative, est la réaction chimique catalysée par le complexe pyruvate déshydrogénase reliant la glycolyse au cycle de Krebs en convertissant le pyruvate en acétyl-CoA :
|          | + CoA-SH + NAD+ → NADH + H+ + CO2 + |            |
| Pyruvate |                                     | Acétyl-CoA |
Chez les eucaryotes, cette réaction se déroule exclusivement dans la matrice mitochondriale, contrairement à la glycolyse, qui est cytosolique ; chez les procaryotes, elle se déroule dans le cytoplasme.
Il s'agit d'une réaction autocatalytique irréversible qui engage le pyruvate dans le cycle de Krebs pour être entièrement oxydé par la chaîne respiratoire ou pour être converti en citrate et migrer dans le cytoplasme afin d'être utilisé pour la lipogenèse ou la biosynthèse des terpénoïdes.

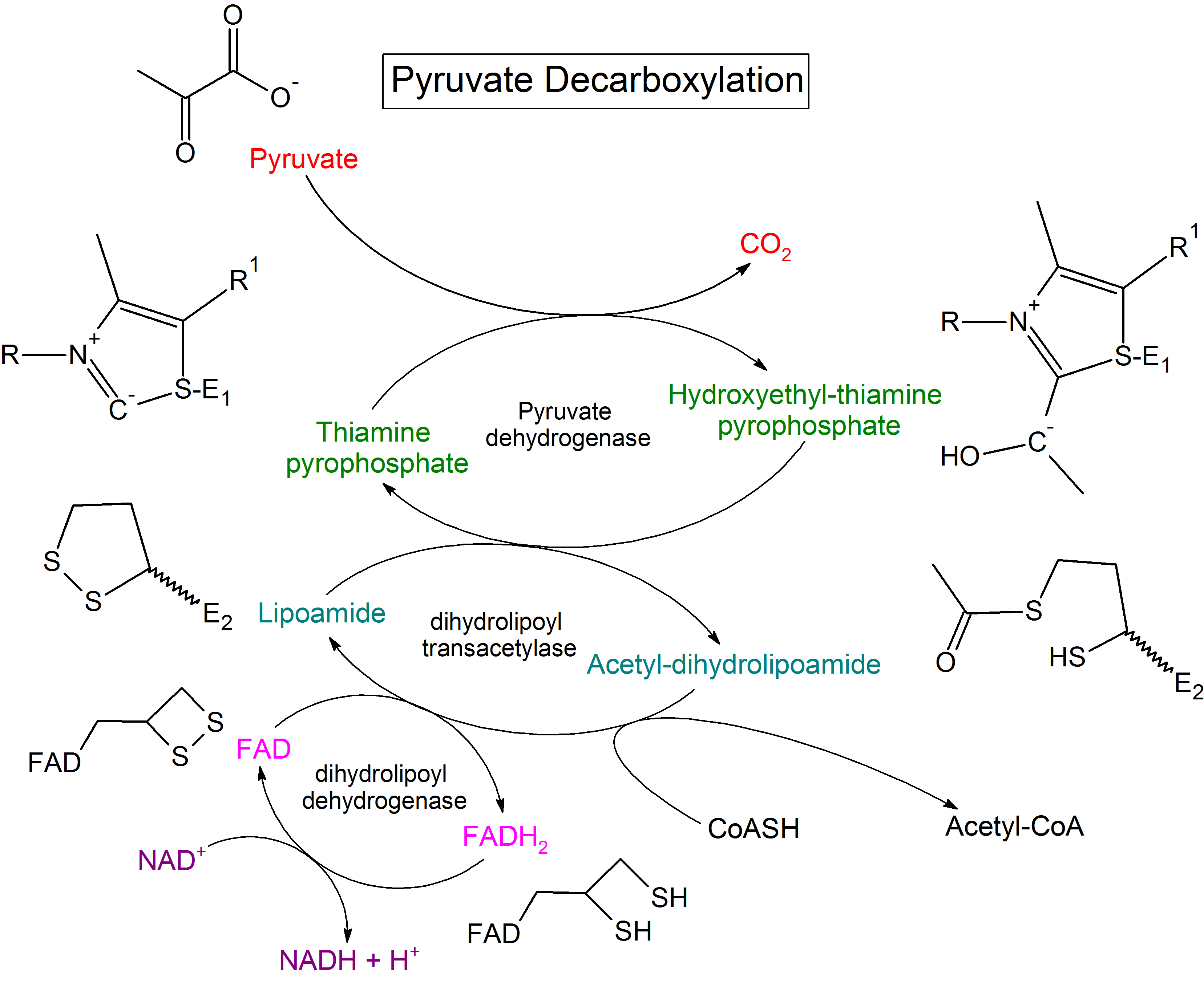
Étapes du mécanisme réactionnel du complexe pyruvate déshydrogénase.